# Chipo Chung
Chipo Tariro Chung (sinh ngày 17 tháng 8 năm 1977) là một nữ Diễn viên và nhà hoạt động người Zimbabwe có trụ sở tại London.

## Tiểu sử
Chipo Chung được sinh ra như một người tị nạn ở Dar es Salaam, Tanzania. Cô là một nửa người gốc Zimbabwe và một nửa gốc Trung Quốc. Tên của Chipo có nghĩa là "món quà" trong ngôn ngữ Shona. Cô đã dành hai năm đầu tiên của mình trong các trại tị nạn ở Mozambique với hàng ngàn thanh niên đã trốn thoát khỏi cuộc chiến tranh Rhodesia.
Chung được nuôi dưỡng ở Harare, nơi cô theo học trường Dominican Convent High School và phát triển khả năng diễn xuất của mình với công ty sân khấu hỗn hợp Over the Edge. Năm 18 tuổi, cô chuyển tới Hoa Kỳ, nơi mẹ cô, Fay Chung, đang làm việc cho Liên Hợp Quốc. Cô học tại Đại học Yale và tốt nghiệp mức cum laude với một chuyên ngành lớn trong ngành Nghiên cứu Sân khấu và Mỹ thuật.

## Nghề nghiệp

### Diễn xuất
Chung được đào tạo tại Học viện Nghệ thuật Sân khấu Hoàng gia (RADA) ở London và tốt nghiệp năm 2003. Tiết mục của cô bao gồm nhà hát chính trị: Nói chuyện với những kẻ khủng bố (Sân khấu Hoàng gia), The Overwhelming (Sân khấu Hoàng gia) và Fallujah (trong đó cô chơi Condoleezza Rice)), cũng như các vở kịch cổ điển như Phedre, trong đó cô biểu diễn cùng Helen Mirren (Nhà hát Quốc gia Hoàng gia) và Epidavros.
Cô đã xuất hiện hai lần trong Doctor Who, trong một tập chơi đóng vai trợ lý của Sư phụ Chantho, và trong một tập phim khác, một nhân vật được gọi là Người bảo vệ tài sản. Tín dụng điện ảnh đầu tiên của cô là giọng của Icarus II trong phim Danny Boyle's Sunshine, cũng như xuất hiện trong In the Loop and Proof. Các màn trình diễn truyền hình khác bao gồm bộ phim The Last Enemy và là một phóng viên trong tập phim thứ hai của Sherlock, "The Hounds of Baskerville".
Năm 2011, cô có một vai trò định kỳ như Vivian, một người hầu chăm sóc tại tòa án của King Uther, sau đó làm việc như một người hầu và sứ giả cho Morgan, em gái của Vua Arthur, trong bộ phim truyền hình lãng mạn thời trung cổ Camelot. Cô xuất hiện trong bộ phim truyền hình Anh năm 2015 Fortitude như Trish Stoddart.
Năm 2015, cô giành được vai Mary Magdalene trong bộ phim truyền hình, A.D. The Bible Continues. Chương trình đã được ca ngợi cho dàn Diễn viên diễn xuất đa quốc gia và chủng tộc của mình và có tới 11 triệu người xem vào tháng 4 năm 2015.
Vào năm 2017, Chung đảm nhận vai trò của Nữ hoàng Dido trong tác phẩm Dido, Queen of Carthage của Royal Shakespeare Company, của nhà viết kịch Christopher Marlowe.